# Zamek Crottorf
Zamek Crottorf (niem. Schloss Crottorf) – liczący 400 lat zamek wodny, otoczony obronnym murem oraz fosą i wodami stawu, położony w pobliżu miejscowości Friesenhagen w gminie Altenkirchen (północno-wschodnia część Nadrenii-Palatynatu), należący do arystokratycznego rodu Hatzfeldt-Wildenburg-Dönhoff.

## Położenie
Zamek Crottorf znajduje się w Wildenburger Land, 2 km na zachód od miejscowości Friesenhagen, w północno-wschodniej części Nadrenii-Palatynatu, w pobliżu jej granicy z Nadrenią Północną-Westfalią (gmina Altenkirchen). Friesenhagen leży w dolinie Wisser Bach, dopływu rzeki Sieg, płynącej meandrami po łagodnych zboczach, pokrytych lasami.
Właścicielem lasów jest od 1969 roku Hermann Graf von Hatzfeldt-Wildenburg-Dönhoff (ur. 1941 w Królewcu w Prusach Wschodnich), największy właściciel prywatnych lasów w Nadrenii-Palatynacie i Brandenburgii. Hermann Hatzfeldt jest zainteresowany polityką ekologiczną, a zwłaszcza gospodarką leśną – w roku 1998 został wyróżniony tytułem „Ekomenedżera Roku” (niem. Ökomanager des Jahres).

## Historia zamku
Pierwsza wzmianka o miejscu, w którym powstał zamek, pochodzi z roku 1326. Wymieniana jest „farma Crottorf”, jako dom rodziny Selbach. W 1288 roku jej właścicielem był Eberhard von Selbach lub von Krutdorf.
W połowie XVI w. właścicielem był Johann von Selburg, który w 1542 roku przekształcił zabudowania w obiekt nazywany Wasserschloss (zamek na wodzie).

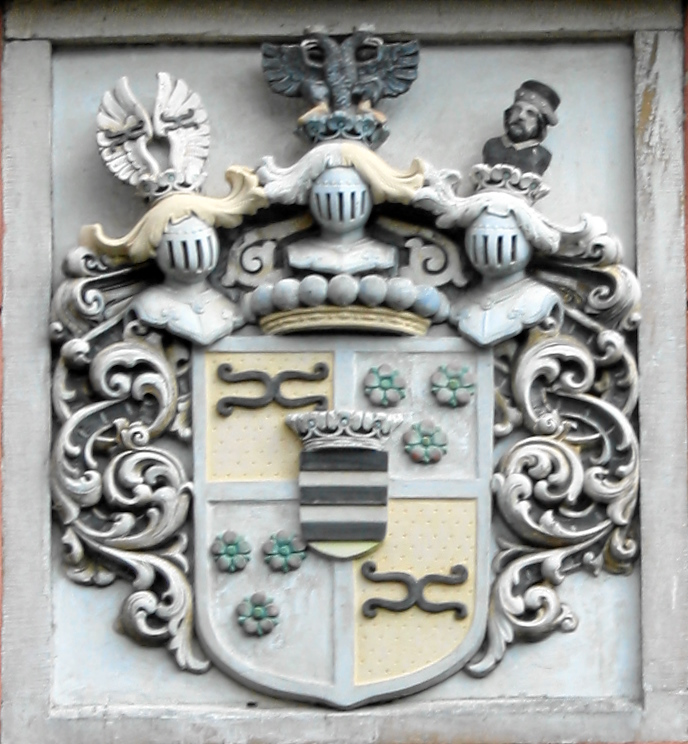
Herb rodu Hatzfeld-Wildenburg

W 1560 roku jedyna córka Johanna von Selburg, Catharina (dziedziczka Krottorf), wyszła za mąż za Wilhelma von Hatzfeld z Wildburga; zgodnie z prawem Crottorf przeszedł na własność rodziny Hatzfeldt-Wildenburg (od 1635 roku rodzina hrabiowska, od 1870 – książęta pruscy).
Zamek w Crottorf intensywnie rozbudowywano. Łączył funkcję obronną z mieszkalną i gospodarczą. Całość odcięto od otoczenia murem obronnym z okrągłymi wieżami i otworami strzelniczymi, fosą i wodami stawu (176×120 m). Budynek bramny powstał w 1685 roku. Wnętrza zamku zostały ozdobione m.in. stiukami, które wykonał w 1661 roku Domenico Rosso. Wyraził on swój podziw dla Wasserschloss w słowach:

ein Stück Paradies das aus dem Himmel gefallen ist

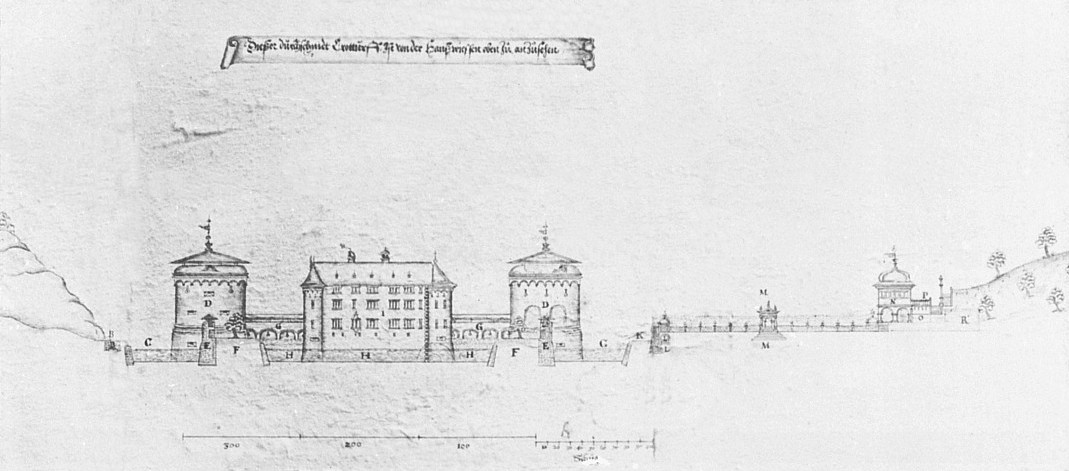

W 1990 roku na trawniku jednego z tarasów otaczających zamek ustawiono pomnik ku czci uczestników zamachów na Adolfa Hitlera – rzeźbę Alexandra Libermana. Pomnik ufundowała Marion Dönhoff, która mieszkała w zamku w ostatnim okresie życia (zmarła w Crottorf 11 marca 2002). W czasie II wojny światowej miała przyjaciół wśród uczestników Kręgu z Krzyżowej. Jednym ze skazanych na śmierć po nieudanej Operacji Walkiria (20 lipca 1944) był Heinrich von Lehndorff, spokrewniony z Marion Dönhoff.

## Współczesność

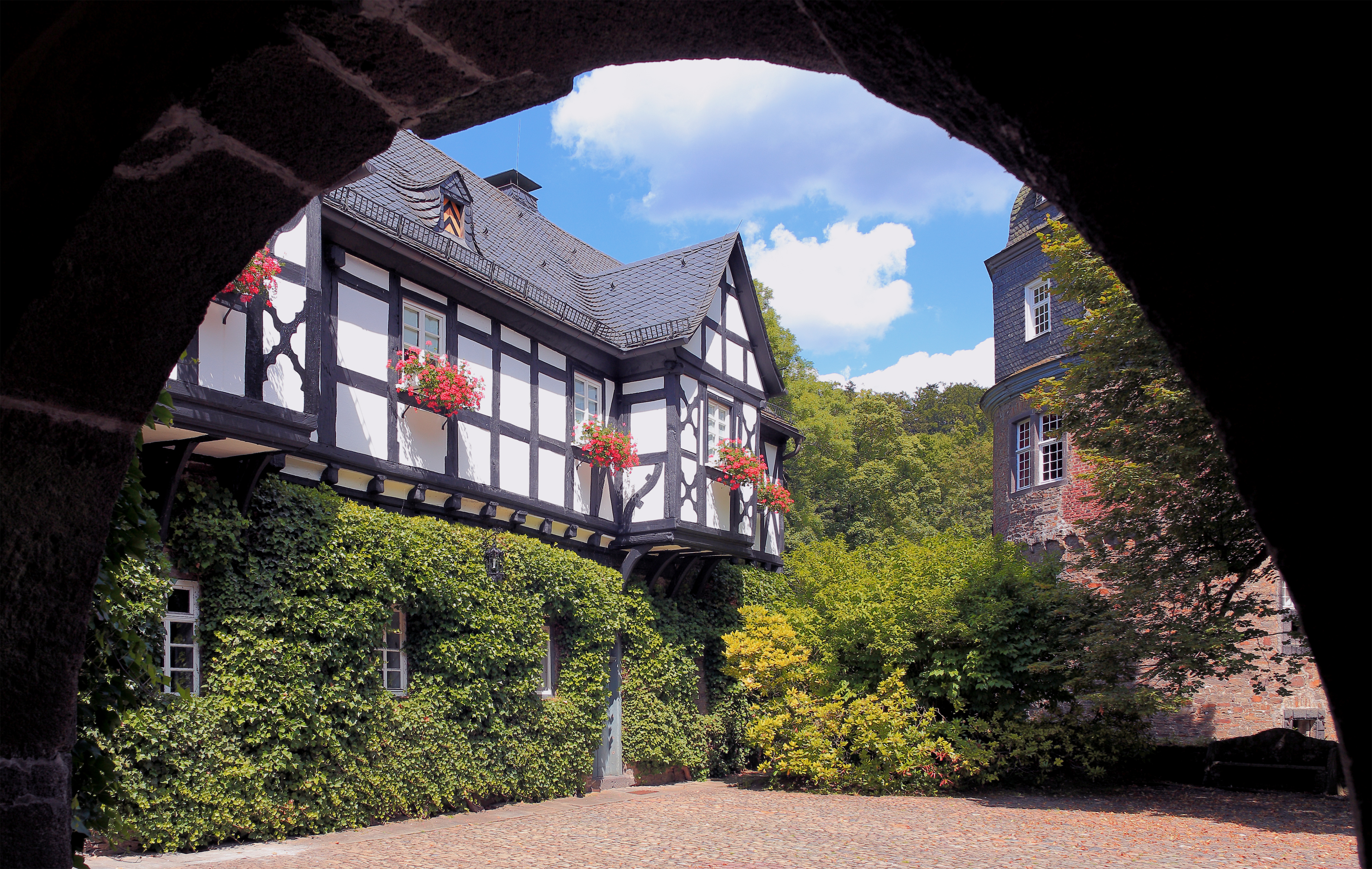
Fragment wewnętrznego dziedzińca w 2015 roku

Hrabia Hermann i jego żona, Angelika Gräfin Hatzfeldt-Wildenburg mieszkają w wewnętrznej części zamku. Nie zatrudniają służby. Mają troje dorosłych dzieci, które opuściły rodzinny dom. Następcą obecnego właściciela zamku ma być jego siostrzeniec, Graf Mikołaj (jest żonaty, ma czworo dzieci).
Część wewnętrzna obiektu nie jest udostępniana zwiedzającym. Zewnętrzny dziedziniec i znajdujące się tam obiekty są otwarte dla turystów od 1 kwietnia do 31 października w piątki, soboty i niedziele, w godz. 11–18. Przy wejściu można zakupić przewodnik (28 stron). Zwiedzanie jest bezpłatne dla dzieci (do 14 lat) w towarzystwie osoby dorosłej i ulgowe dla grup. Turyści zwiedzający zamek oraz amatorzy pieszych i rowerowych wędrówek po otaczających go lasach mogą korzystać z wyżywienia i zakwaterowania w pobliskich miejscowościach, np. w Krottorfie, Freudenbergu, Friesenhagen.